# Johann Peter Eduard von Löwenstern

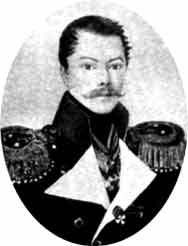
Johann Peter Eduard von Löwenstern

Baron Johann Peter Eduard von Löwenstern, russisch Иван Иванович (Иван-Эдуард Германович) фон Левенштерн, Iwan Iwanowitsch von Löwenstern (* 28. März 1790 in Rasik, Gouvernement Estland; † 5. November 1837 in Astrachan) war ein deutsch-baltischer Gutsbesitzer und Offizier in russischen Diensten.

## Leben
Eduard entstammte dem Adelsgeschlecht der Barone von Löwenstern, er war der jüngste Sohn von zehn Kindern des deutschbaltischen Unternehmers und Gutsbesitzers Baron Hermann Ludwig von Löwenstern und seiner Ehefrau Hedwig, geborene Staël von Holstein. Woldemar Hermann von Löwenstern und Georg Heinrich von Löwenstern waren seine älteren Brüder.
Er trat als Husarenoffizier in russische Dienste und war von 1809 bis 1816 Adjutant des Generals der Kavallerie Graf Peter von der Pahlen. Am 5. April 1815 wurde er mit dem Pour le Mérite ausgezeichnet. Ab 1816 diente er in einem weißrussischen Husaren-Regiment und wurde 1828 zum Oberst befördert. Von 1826 bis 1832 war Baron Löwenstein Kommandeur des Mitau-Husaren-Regiments. 1832 erfolgte seine Beförderung zum Generalmajor, verbunden mit der Ernennung zum Kommandeur der 1. Brigade der 1. Husaren-Division. Von 1833 bis 1836 war er Militärchef im 1. Bezirk des Gouvernements Vitebsk und 1837 Hetman des Astrachanischen Kosakenheeres.
Ihm gehörte das Gut Allafer im Gouvernement Estland. Seit 1826 war er mit Katharina Gamalej (1807–1887) verheiratet, einer Tochter des Oberstleutnants Gabriel Gamalej und seiner Frau Juliana, geb. von Essen. Das Paar hatte drei Töchter, die das Erwachsenenalter erreichten. Eine weitere Tochter und ein Sohn starben sehr jung.

## Auszeichnungen
- 5. April 1815: Pour le Mérite[2]
- 18. Dezember 1830: Russischer Orden des Heiligen Georg 4. Klasse (für 25 Jahre Dienst)[3]

## Schriften
- Mit Graf Pahlens Reiterei gegen Napoleon. Mittler, Berlin 1910, Nachdruck Hamburg 1999. Englische Übersetzung: With Count Pahlen's Cavalry Against Napoleon. Memoirs of the Russian General Eduard von Löwenstern 1790–1837. Translated by Victoria Joan Moessner, PhD with Stephen Summerfield, PhD. Ken Trotman Publishing, Huntingdon 2010, ISBN 978-1-907417-06-1.